# Friedrich Carl Ulrich von Levetzow
Friedrich Carl Ulrich von Levetzow (13. října 1782, Lelkendorf – 18. června 1815, Waterloo) byl německý šlechtic a britský důstojník.

## Životopis
Narodil se 13. října 1782 jako první syn Friedricha von Levetzowa a jeho ženy Sophie Heleny Philippiny, rozené von Jeetze. Jeho rodina patřila k větvi rodu von Levetzow v pruských službách. Friedrich von Levetzow měl ještě mladší bratry Alexandra Carla Ludwiga a Ludwiga Carla Albrechta a sestry Sophii Luisu Friederiku a Luisu Wilhelminu Albertinu. Friedrich po smrti svého otce v roce 1801 zdědil rodinné meklenburské panství Lelkendorf, Döllnitβ a Könnigde a panství Hohenwulsch v Sasku-Anhaltsku, staré panství rodu von Jeetze a věno jeho matky Sofie. Sasko-anhaltské panství však v roce 1803 Friedrich prodal svému švagrovi a jmenovci Friedrichu Carlu Ludwigu von Rohrovi.
Friedrich von Levetzow byl katedrálním kanovníkem magdeburským a mindenským, což byly důležité pruské správní úřady vztahující se k organizaci evangelické církve v Pruském království. Bohužel o oba své úřady Friedrich přišel v roce 1807 poté, co Napoleon I. přičlenil obě města k nově vytvořenému Vestfálskému království svého bratra Jérôma Bonaparta. Ztráta obou úřadů učinila z Friedricha von Levetzowa zapřisáhlého nepřítele Napoleona i Francie.
Dne 9. 6. 1807 se Friedrich von Levetzow oženil s bývalou ženou svého bratrance Otty von Levetzowa Amálií. Podle pozdějších slov Amálie se jednalo o velice šťastné manželství. Dne 9. 4. 1808 se Friedrichovi a Amálii narodila dcera  Bertha (Bertha Ulrike Helen von Levetzow).
V létě roku 1811 odešel Friedrich von Levetzow do Velké Británie, aby na její straně mohl bojovat proti Napoleonovi. Dne 22. září 1811 získal hodnost korneta v řadách britsko-hannoverského 1. dragounského pluku Královské německé legie (The King's German Legion). Od ledna 1812 sloužil v tomto pluku na španělském bojišti a 13. 3. 1812 byl povýšen do hodnosti poručíka. V řadách 1. dragounského pluku Královské německé legie se vyznamenal v bitvách u Salamanky, Garcii Hernandezu, Majalu, Vittorie, Tarbes a Toulouse. Domů se vrátil až v létě 1814, ale již na jaře 1815 odešel opět bojovat proti Napoleonovi, který se vrátil ze svého vyhnanství na Elbě. Válka roku 1815 se však Friedrichu von Levetzowovi stala osudnou. Dne 18. 6. 1815 v závěrečné fázi bitvy u Waterloo padl v boji s francouzskými kyrysníky.
Jeho meklenburské panství, kromě vsí Döllnitβ a Könnigde, zdědil bratr Alexandr von Levetzow. Jeho žena Amálie jako vdova po britském důstojníku získala roční rentu v hodnotě 40 liber, vyplácenou z osobních financí britského krále Jiřího III.